# Jacques Castelot
Pour les articles homonymes, voir Castelot.
Jacques Storms, dit Jacques Castelot, est un acteur français d'origine belge, né le 11 juillet 1914 à Anvers (Belgique) et mort le 25 août 1989 à Saint-Cloud (Hauts-de-Seine, France).

## Biographie
Fils de Paul Éloi Storms et de la poétesse Gabrielle Castelot (qui fut la compagne et égérie du romancier collaborationniste Alphonse de Châteaubriant,), il est le frère de l'historien André Castelot.
Il épouse en 1940 la comédienne Héléna Bossis, future directrice du théâtre Antoine, dont il divorce en 1945. En 1954, il épouse Nicole Gérard, fille du pilote automobile Louis Gérard, avec laquelle il restera marié jusqu'à la fin de sa vie.
Il a joué dans plus de 80 films entre 1937 et 1988, interprétant souvent des rôles d'aristocrate. Au théâtre, il a notamment créé Les Mains sales de Jean-Paul Sartre et Ardèle ou la Marguerite de Jean Anouilh. Au cinéma, ses rôles les plus populaires sont celui du duc de Vandeuvre dans Nana, et de l'archevêque de Toulouse dans Angélique, marquise des anges.
Il est inhumé au cimetière de Port-Mort (Eure).

## Théâtre
- 1938 : Septembre de Constance Coline, mise en scène René Rocher, théâtre du Vieux-Colombier
- 1941 : La Nuit de printemps de Pierre Ducrocq, mise en scène de l'auteur, théâtre Saint-Georges
- 1942 : La Princesse des Ursins de Simone Jolivet, mise en scène Charles Dullin, théâtre de la Cité
- 1945, 1946 : Virage dangereux de John Boynton Priestley, mise en scène Raymond Rouleau, théâtre de l'Œuvre
- 1948 : Les Mains sales de Jean-Paul Sartre, mise en scène Pierre Valde, théâtre Antoine
- 1948 : Ardèle ou la Marguerite de Jean Anouilh, mise en scène Roland Piétri, Comédie des Champs-Élysées
- 1949 : La Demoiselle de petite vertu de Marcel Achard, mise en scène Claude Sainval, Comédie des Champs-Élysées
- 1950 : Victor d'Henri Bernstein, mise en scène de l'auteur, théâtre des Ambassadeurs
- 1951 : Siegfried de Jean Giraudoux, mise en scène Claude Sainval, Comédie des Champs-Élysées
- 1955 : Lady 213 de Jean Guitton, mise en scène Georges Vitaly, théâtre de la Madeleine
- 1956 : L'Ombre de Julien Green, mise en scène Jean Meyer, théâtre Antoine
- 1960 : Carlotta de Miguel Mihura, mise en scène Jacques Mauclair, théâtre Édouard-VII
- 1961 : Le Misanthrope de Molière, mise en scène Jean Meyer, théâtre du Palais-Royal
- 1968 : La Moitié du plaisir de Steve Passeur, Jean Serge et Robert Chazal, mise en scène Robert Hossein, théâtre Antoine
- 1969 : Le Misanthrope de Molière, mise en scène Jean Meyer, théâtre des Célestins
- 1970 : La neige était sale de Georges Simenon, mise en scène Robert Hossein d'après celle de Raymond Rouleau, théâtre des Célestins, tournée Herbert-Karsenty
- 1971 : Crime et Châtiment de Fiodor Dostoïevski, mise en scène Robert Hossein, Reims
- 1972 : La Prison d'après Georges Simenon, mise en scène Robert Hossein, Reims
- 1973 : Le Voyageur sans bagage de Jean Anouilh, mise en scène Nicole Anouilh, théâtre des Mathurins
- 1976 : Chers zoiseaux de Jean Anouilh, mise en scène Jean Anouilh et Roland Piétri, Comédie des Champs-Élysées
- 1977 : La Magouille ou la Cuisine française de Pierre-Aristide Bréal, mise en scène Jacques Fabbri, théâtre de l'Œuvre
- 1978 : Hôtel particulier de Pierre Chesnot, mise en scène Raymond Rouleau, théâtre de Paris
- 1980 : Une drôle de vie de Brian Clark, mise en scène Michel Fagadau, théâtre Antoine puis théâtre des Célestins
- 1982 : La Pattemouille de Michel Lengliney, mise en scène Jean-Claude Islert, théâtre de la Michodière
- 1983 : Les Serpents de pluie de Per Olov Enquist, mise en scène Lone Bastholm, théâtre de la Madeleine
- 1984 : Léocadia de Jean Anouilh, mise en scène Pierre Boutron, Comédie des Champs-Élysées

## Filmographie

### Cinéma
- 1938 : La Marseillaise de Jean Renoir
- 1940 : Cavalcade d'amour de Raymond Bernard
- 1942 : Le Voyageur de la Toussaint de Louis Daquin
- 1943 : Monsieur des Lourdines de Pierre de Hérain
- 1943 : Les Enfants du paradis de Marcel Carné
- 1943 : L'Île d'amour de Maurice Cam
- 1943 : La Malibran de Sacha Guitry
- 1945 : Paméla de Pierre de Hérain
- 1947 : Pour une nuit d'amour de Edmond T. Gréville
- 1947 : Capitaine Blomet de Andrée Feix
- 1947 : Le Mannequin assassiné de Pierre de Hérain
- 1947 : Route sans issue de Jean Stelli
- 1948 : Les Condamnés de Georges Lacombe
- 1948 : Cartouche, roi de Paris de Guillaume Radot
- 1948 : Impasse des Deux-Anges de Maurice Tourneur
- 1949 : Marlène de Pierre de Hérain
- 1949 : Le Grand Rendez-vous de Jean Dréville
- 1949 : Maya de Raymond Bernard
- 1949 : La Valse de Paris de Marcel Achard
- 1950 : Justice est faite d'André Cayatte
- 1950 : Pas de pitié pour les femmes de Christian Stengel
- 1950 : Les Petites Cardinal de Gilles Grangier
- 1951 : Topaze de Marcel Pagnol
- 1951 : Les Mains sales de Fernand Rivers et Simone Berriau
- 1951 : La Plus Belle Fille du monde de Christian Stengel
- 1951 : La Vérité sur Bébé Donge d'Henri Decoin
- 1951 : Victor de Claude Heymann
- 1951 : Le Chevalier sans loi ou Les Aventures de Mandrin de Mario Soldati
- 1952 : Les amours finissent à l'aube d'Henri Calef
- 1952 : Le Fruit défendu d'Henri Verneuil
- 1952 : Mon mari est merveilleux d'André Hunebelle
- 1953 : Avant le déluge d'André Cayatte
- 1953 : L'Aventurière du Tchad de Willy Rozier
- 1953 : Les Révoltés de Lomanach de Richard Pottier
- 1953 : L'Envers du paradis d'Edmond T. Gréville
- 1954 : Une balle suffit de Jean Sacha
- 1954 : Les femmes s'en balancent de Bernard Borderie
- 1954 : Obsession de Jean Delannoy
- 1954 : À toi... toujours (Casta Diva) de Carmine Gallone
- 1954 : Paris, court-métrage documentaire d'Henri Calef (Narrateur)
- 1954 : Le Comte de Monte-Cristo de Robert Vernay
- 1954 : Les Deux Orphelines (Le due orfanelle) de Giacomo Gentilomo
- 1954 : Les Amours de Manon Lescaut (Gli amori di Manon Lascaut) de Mario Costa
- 1955 : Nana de Christian-Jaque
- 1955 : Les Aventures de Gil Blas de Santillane de René Jolivet
- 1955 : Rencontre à Paris de Georges Lampin
- 1956 : Soupçons de Pierre Billon
- 1956 : C'est une fille de Paname d'Henri Lepage
- 1957 : Folies Bergère d'Henri Decoin
- 1957 : Ces dames préfèrent le mambo de Bernard Borderie
- 1957 : La Garçonne de Jacqueline Audry
- 1957 : Le Souffle du désir d'Henri Lepage
- 1957 : Les Mystères de Paris (I misteri di Parigi) de Fernando Cerchio
- 1959 : Les Bateliers de la Volga (I Battellieri del Volga) de Victor Tourjanski
- 1959 : Le Secret du chevalier d'Éon de Jacqueline Audry
- 1959 : Austerlitz d'Abel Gance
- 1959 : Marie des Isles de Georges Combret
- 1960 : Dans l'eau... qui fait des bulles ! de Maurice Delbez
- 1960 : Sapho, Vénus de Lesbos (Sapho vernere di Lesbo) de Pietro Francisci
- 1960 : Le Baron de l'écluse de Jean Delannoy : Le marquis de Villamayor
- 1961 : La Fayette de Jean Dréville
- 1962 : Hardi ! Pardaillan de Bernard Borderie
- 1962 : Comment épouser un Premier ministre de Michel Boisrond
- 1963 : Les Gros Bras de Francis Rigaud
- 1963 : Du grabuge chez les veuves de Jacques Poitrenaud
- 1964 : Angélique, marquise des anges de Bernard Borderie
- 1964 : Les Deux Orphelines (Le due orfanelle) de Riccardo Freda
- 1965 : Des roses rouges pour Angélique ou Le Chevalier à la rose rouge (Rose rosse per Angelica) de Steno
- 1965 : La Seconde Vérité de Christian-Jaque
- 1966 : Brigade antigangs de Bernard Borderie
- 1969 : Maldonne de Sergio Gobbi
- 1969 : Le Temps des loups de Sergio Gobbi
- 1969 : Sept Hommes pour Tobrouk (La battaglia del deserto) de Mino Loy
- 1970 : Un beau monstre de Sergio Gobbi
- 1970 : Point de chute de Robert Hossein
- 1970 : Sapho ou la Fureur d'aimer de Georges Farrel
- 1970 : Vertige pour un tueur de Jean-Pierre Desagnat
- 1972 : Décembre de Mohammed Lakhdar-Hamina
- 1972 : Absences répétées de Guy Gilles
- 1980 : La Mer couleur de larmes de Serge de Sienne

### Télévision
- 1958 : En votre âme et conscience :  L'Affaire Schwartzbard de Claude Barma
- 1959 : La Caméra explore le temps, épisode Le véritable Aiglon de Stellio Lorenzi
- 1960 : L'Assassinat du duc de Guise de Guy Lessertisseur
- 1962 : L'Affaire du Collier de la Reine, de Guy Lessertisseur : Le Cardinal de Rohan  - INA - "La caméra explore le temps"
- 1964 : Mata Hari, de Guy Lessertisseur : Le Commandant Von Kalle  - INA - "La caméra explore le temps"
- 1965 : Les Cinq Dernières Minutes : Napoléon est mort à Saint-Mandé de Claude Loursais
- 1972 : Les Évasions célèbres (épisode L'Evasion du duc de Beaufort) : de Chavigny
- 1972 : Les Évasions célèbres :  épisode Le Joueur d'échecs : Voltaire
- 1972 : Au théâtre ce soir : Les Français à Moscou de Pol Quentin, mise en scène Michel Roux, réalisation Georges Folgoas, théâtre Marigny
- 1974 : Au théâtre ce soir : La Moitié du plaisir de Steve Passeur, Jean Serge et Robert Chazal, mise en scène Francis Morane, réalisation Georges Folgoas, théâtre Marigny
- 1975 : Les Enquêtes du commissaire Maigret : Maigret a peur de Jean Kerchbron
- 1978 : Émile Zola ou la Conscience humaine de Stellio Lorenzi : le général de Pellieux
- 1978 : Histoire du chevalier Des Grieux et de Manon Lescaut de Jean Delannoy : Gauthier de Montrond
- 1979 : Au théâtre ce soir : La Magouille de Pierre-Aristide Bréal, mise en scène Jacques Fabbri, réalisation Pierre Sabbagh, Théâtre Marigny
- 1988 : La Valise en carton : Sebastiano